# Aeroporto de Caravelas
O Aeroporto de Caravelas é um aeroporto que serve o município baiano de Caravelas, no Extremo-sul do estado.
O Aeroporto de Caravelas foi construído há mais de sete décadas, pelo Governo brasileiro em acordo com os americanos, com o objetivo de atuar como base aérea militar das forças aliadas durante a Segunda Guerra Mundial. A estratégia foi situar o aeroporto a meio caminho da faixa litorânea entre os estados do Rio Grande do Sul e do Maranhão e assim, Caravelas foi a cidade escolhida. Conserva a arquitetura militar da época, identificada por paredes espessas e arcos.
Fica a cerca de 10 km da cidade de Caravelas e cerca de 8 km do litoral em linha reta ao ponto mais próximo da costa.
No final do ano de 2007, o aeroporto foi interditado pelo Ministério da Aeronáutica devido às más condições na pista.
Em dezembro de 2010 deu-se início a um processo de revitalização do aeroporto que tem previsão para ser completado em dezembro de 2013 ou 2014. A obra está sendo realizada pelo 11º Batalhão de Engenharia e Construção do Exército Brasileiro de Araguari-MG.
Após o término das obras, o governo da Bahia assumiu a administração do aeroporto, antes em poder da Força Aérea Brasileira para fins militares. A expectativa é de que o aeroporto comece a receber voos regulares, atendendo toda a região do extremo sul da Bahia.